# IOFI
L'IOFI est l'acronyme anglais d'une organisation d'industriel mondial : International Organization of the Flavor Industry (Organisation internationale de l'industrie des arômes alimentaires).
L'IOFI est impliqué dans l'établissement d'un Code des bonnes pratiques d'utilisation des arômes et maintient à jour une liste de référence de composé d'arômes. Cette liste est mise à disposition sur le site internet d'IOFI.
En 2020, l'IOFI et l'Association internationale du parfum se sont associées pour créer une charte de développement durable à destination des entreprises de l'industrie du parfum et des arômes.

## Associations membre de l'IOFI
L'IOFI est une organisation non gouvernementale, créée en 1969 en Suisse, et regroupant des associations internationales des industries de l'arôme alimentaire des pays suivants :
- Afrique du sud : SAAFFI - South African Association of the Flavour & Fragrance Industry
- Argentina - CAFEPA, Camara Argentina de Fabricantes de Productos Aromaticos
- Allemagne : DVAI - Deutscher Verband der Aromenindustrie e.V. (Membre de l'EFFA)
- Angleterre :  UK Flavor Association  - (Membre de l'EFFA)
- Australie : FFAANZ - Flavour and Fragrance Association of Australia and New Zealand
- Autriche : Verband der Aromen- und Essenzenindustrie (Membre de l'EFFA)
- Belgique : AROMA (Membre de l'EFFA)
- Brésil :  ABIFRA - Associacao Brasileira das Industrias de Oleos Essenciais, Produtos quimicos aromaticos, Fragrancias, Aromas e Afins
- Canada : FMAC - Flavor Manufacturer's Association of Canada
- Colombie : ANDI - Asociación Nacional de Empresarios de Colombia
- Corée: KFFA - Korea Flavor & Fragrance Association
- Danemark : DFO - Danish Flavour Organisation (Membre de l'EFFA)
- Espagne : AEFAA - Asociación Española de Fragrancias y Aromas Alimentarios (Membre de l'EFFA)
- États-Unis d'Amérique : FEMA - Flavor and Extract Manufacturers Association
- Europe :  EFFA[3] - European Flavour Association
- France :  SNIAA - Syndicat National des Industries Aromatiques Alimentaires (Membre de l'EFFA)
- Indonésie : AFFI - Asosiasi Flavor dan Fragran Indonesia
- Italie : AISPEC (Membre de l'EFFA)
- Japon : JFFMA - Japan Flavor & Fragrance Materials Association
- Mexique : ANFPA - Associacion Nacional de Fabricantes de Productos Aromaticos, A.C.
- Pays-bas : NEA - Vereniging van Geur-en Smaakstoffenfabrikanten (Membre de l'EFFA)
- Singapore : FFAS - Flavour and Fragrance Association - Singapore
- Suède : FSA - Föreningen Svenska Aromtillverkare (Membre de l'EFFA)
- Suisse : SFFIA - Swiss Flavour and Fragrance Industry Association (Membre de l'EFFA)
- Turquie : AREP (Membre de l'EFFA)
- Inde : FAFAI - Fragrances and Flavours Association of India
- Thailand : TFA - Thai Flavor Trade Association
- Pérou : SNI - Sociedad Nacional de Industrias
- Chili : ACHISAF - Asociación Chilena de Sabores y Fragancias
- China : CAFFCI - China Association of Fragrance Flavour and Cosmetic Industries

Les sociétés membres sont les suivantes :
V. Mane Fils,
DSM - Firmenich,
Givaudan SA,
IFF - International Flavors & Fragrances,
T. Hasegawa CO LTD,
Robertet SA,
Silesia, 
Symrise AG,
ADM,
Takasago Int. Co, Kerry.
D'autres sociétés y participent mais ne sont pas membres directs.